# Garrett E. Reisman
Garrett E. Reisman, född 10 februari 1968, är en amerikansk astronaut uttagen i astronautgrupp 17 den 4 juni 1998.

## Rymdfärder
- Expedition 17
- Atlantis - STS-132